# Dajana Bošković
Dajana Bošković, född 11 april, 1994, är en volleybollspelare (högerspiker). 
Bošković spelar i Bosnien och Hercegovinas landslag och har med dem deltagit i EM 2021 och 2023 samt vunnit European Silver League 2021. På klubbnivå har hon spelat med lag i Bosnien och Hercegovina, USA, Polen, Turkiet, Kina och Rumänien. Dajanas syster Tijana Bošković spelar även hon volleyboll och räknas som en av världens främsta spelare. Till skillnad från systern spelar hon för Serbiens landslag